# Vincent Briant
Vincent Briant (* 9. September 1986 in Quimperlé) ist ein französischer Fußballspieler. Derzeit steht der Torwart bei keinem Profiklub unter Vertrag.

## Karriere

### Verein
Briant kommt aus der Jugendmannschaft des FC Nantes. Zuvor wurde er bei einer Fernsehshow entdeckt, bei welcher ein TV-Team den Alltag von Fußballtalenten in einer Fußball-Akademie filmte. Briant wurde als einer von zwei Spielern mit einem Profivertrag ausgestattet. In der Saison 2005/06 absolvierte er zwölf Spiele für das Reserveteam von Nantes. In der Folgesaison gehörte er endgültig zum Profikader des damaligen Erstligisten und gab sein Debüt in der Ligue 1 am 24. September 2006. Hinter Fabien Barthez kämpfte er mit Tony Heurtebis um den Platz als Nummer 2. Als Barthez dem Klub im April 2007 kündigte, stellte Briants Trainer Michel Der Zakarian ihn und Heurtebis im Wechselspiel ins Tor. Nach Ablauf der Rückserie stand der Abstieg des Traditionsklub fest. Briant lief insgesamt achtmal für die „Kanarienvögel“ in der Ligue 1 auf. In der Folgesaison kam er nur zu einem Einsatz in der Ligue 2 und vier weiteren im Pokal. Die Mannschaft stieg sofort wieder auf. Da Briant aber ohne große Beachtung blieb und meist die Rolle des Zuschauers innehatte, entschied er sich zu einem Wechsel. In der Spielzeit 2008/09 hütete er beim Zweitligisten CS Sedan das Tor. Dort soll er sich mit Patrick Regnault einen Konkurrenzkampf leisten. Zwar kam er im Laufe der Saison zu einigen Einsätzen, musste aber meist hinter Regnault zurücktreten. Seit Sommer 2011 ist er vereinslos.

### Nationalspieler
Briant war Juniorennationalspieler verschiedener Nachwuchsmannschaften Frankreichs.